# Bom Jesus do Araguaia
Bom Jesus do Araguaia es un municipio brasilero del estado de Mato Grosso. Su población estimada en 2004 era de 4.403 habitantes.

## Geografía
Su área es de 4.279,09 km² representando el 0.4737% del Estado, el 0.2673% de la Región y el 0.0504% de todo el territorio brasilero.